# فرورفتگی قطاره
فرورفتگی قطاره (عربی: منخفض القطارة، آوانگاری: Munḫafaḍ al-Qaṭṭārah) یک فرورفتگی در شمال غربی مصر، به ویژه در استان مطروح است. این فرورفتگی بخشی از صحرای غربی مصر است. فرورفتگی قطاره در زیر سطح دریا قرار دارد و کف آن پوشیده از نمکزارها، تپه‌های شنی و مرداب‌های نمکی است.
فرورفتگی قطاره دومین نقطه پایین قاره آفریقا در ارتفاع ۱۳۳ متر زیر سطح دریا پس از دریاچه عسل در جیبوتی است. این فرورفتگی حدود ۱۹٬۶۰۵ کیلومتر مربع (۷٬۵۷۰ مایل مربع) مساحت دارد، اندازه‌ای قابل مقایسه با دریاچه انتاریو یا دو برابر بزرگتر از لبنان. با توجه به وسعت و مجاورت آن با سواحل دریای مدیترانه، مطالعاتی انجام شده‌است که پیشنهاد می‌کند آب دریا برای استفاده‌های مختلف از جمله پتانسیل تولید برق آبی وارد این منطقه شود.